# Iso Lammisaari
Iso Lammisaari är en ö i Finland. Den ligger i sjön Näsijärvi och i kommunen Ylöjärvi i den ekonomiska regionen Tammerfors och landskapet Birkaland, i den södra delen av landet, 180 km norr om huvudstaden Helsingfors. Öns area är 6 hektar och dess största längd är 470 meter i sydöst-nordvästlig riktning.